# Пла, Оливье
Оливье́ Пла (фр. Olivier Pla), родился 22 октября 1981 года в Тулузе) — французский автогонщик.

## Карьера
Карьера Пла началась в Французской Формуле-Кампус, перед переходом в чемпионат Французской Формулы-3 в 2001 за команду Saulnier Racing. В 2002 он перешёл команду ASM Formule 3 для выступления в Евросерии Формулы-3 и остался там в 2003. В 2004 Пла покинул Евросерию и перешёл в Мировую серию Ниссан где провёл несколько гонок за команды RC Motorsport и Carlin Motorsport.
В 2005 он принял участие в дебютном сезоне GP2 за команду David Price Racing. Благодаря реверсивной системе старта он приехал в первой гонке восьмым и выигрывал таким образом две гонки с поула (в Хоккенхайме и Сильверстоуне), что принесло ему 11-е место в чемпионате. Он остался в DPR в 2006, но из-за ухода спонсора его заменили в середине сезона, после сложного периода, когда он не набирал очков и сломал руку в Монако.
В 2007 он принял участие в немецком кубке Porsche Carrera. Тем не менее, его обратно пригласила DPR для замены травмированного Кристиана Баккеруда. В 2008, он перешёл в гонки спорткаров и выступает на прототипе Ле-Мана Lola в Серии Ле-Ман и 24 часах Ле-Мана.

## Результаты выступлений

### Результаты выступлений в GP2
| Легенда к таблице |                                                                    |
| --- | ------------------------------------------------------------------ |
| В таблице перечислены результаты всех гонок, в которых принимал участие гонщик. Строками таблицы являются сезоны, столбцами — этапы соревнований. В каждой клетке указаны сокращённое название этапа и результат, дополнительно обозначенный цветом. Расшифровка обозначений и цветов представлена в нижеследующей таблице. |                                                                    |
| \| Пример \| Описание \| \| ------------ \| ------------------------------------------------------------------ \| \| 1 \| Победитель \| \| 2 \| Второе место \| \| 3 \| Третье место \| \| 5 \| Финишировал, заработав очки \| \| Сход \| Не финишировал, но при этом заработал очки \| \| 12 \| Финишировал, не получив очков \| \| НКЛ \| Финишировал, но не попал в финальную классификацию \| \| 15 \| Участвовал вне зачёта, либо по отдельной классификации \| \| 18 \| Не финишировал, но попал в финальную классификацию \| \| Сход \| Не финишировал \| \| НКВ \| Не прошёл квалификацию \| \| НПКВ \| Не прошёл предквалификацию \| \| ДСК \| Дисквалифицирован \| \| ИСК \| Исключён из протокола соревнований \| \| ТТ \| Заявлен для участия только в тренировках \| \| НС \| Участвовал в квалификации, но не стартовал в гонке \| \| Т \| Травмирован или болен \| \| ОТК \| Отказ от участия \| \| НТР \| Прибыл на соревнования, но на трассу не выезжал \| \| НПР \| Был заявлен в числе участников, но не прибыл к началу соревнований \| \| О \| Соревнования отменены \| \| \| Не участвовал \| \| Поул-позиция \| \| \| Быстрый круг \| \| |                                                                    |
| Пример | Описание                                                           |
| 1 | Победитель                                                         |
| 2 | Второе место                                                       |
| 3 | Третье место                                                       |
| 5 | Финишировал, заработав очки                                        |
| Сход | Не финишировал, но при этом заработал очки                         |
| 12 | Финишировал, не получив очков                                      |
| НКЛ | Финишировал, но не попал в финальную классификацию                 |
| 15 | Участвовал вне зачёта, либо по отдельной классификации             |
| 18 | Не финишировал, но попал в финальную классификацию                 |
| Сход | Не финишировал                                                     |
| НКВ | Не прошёл квалификацию                                             |
| НПКВ | Не прошёл предквалификацию                                         |
| ДСК | Дисквалифицирован                                                  |
| ИСК | Исключён из протокола соревнований                                 |
| ТТ | Заявлен для участия только в тренировках                           |
| НС | Участвовал в квалификации, но не стартовал в гонке                 |
| Т | Травмирован или болен                                              |
| ОТК | Отказ от участия                                                   |
| НТР | Прибыл на соревнования, но на трассу не выезжал                    |
| НПР | Был заявлен в числе участников, но не прибыл к началу соревнований |
| О | Соревнования отменены                                              |
| | Не участвовал                                                      |
| Поул-позиция |                                                                    |
| Быстрый круг |                                                                    |

| Год  | Команда            | 1        | 2        | 3          | 4          | 5        | 6          | 7         | 8          | 9          | 10      | 11      | 12       | 13      | 14      | 15         | 16         | 17       | 18         | 19         | 20       | 21       | 22         | 23       | ЛЗ | Очки |
| ---- | ------------------ | -------- | -------- | ---------- | ---------- | -------- | ---------- | --------- | ---------- | ---------- | ------- | ------- | -------- | ------- | ------- | ---------- | ---------- | -------- | ---------- | ---------- | -------- | -------- | ---------- | -------- | -- | ---- |
| 2005 | David Price Racing | САН 1 9  | САН 2 5  | ИСП 1 Сход | ИСП 2 Сход | МОН 1 9  | ЕВР 1 Сход | ЕВР 2 8   | ФРА 1 Сход | ФРА 2 9    | ВЕЛ 1 8 | ВЕЛ 2 1 | ГЕР 1 8  | ГЕР 2 1 | ВЕН 1 7 | ВЕН 2 Сход | ТУЦ 1 9    | ТУЦ 2 17 | ИТА 1 Сход | ИТА 2 Сход | БЕЛ 1 11 | БЕЛ 2 10 | БАХ 1 Сход | БАХ 2 НС | 13 | 20   |
| 2006 | DPR Direxiv        | ВАЛ 1 10 | ВАЛ 2 15 | САН 1 Сход | САН 2 Сход | ЕВР 1 15 | ЕВР 2 Сход | ИСП 1 ДСК | ИСП 2 20   | МОН 1 Сход | ВЕЛ 1 Т | ВЕЛ 2 Т | ФРА 1 16 | ФРА 2 9 | ГЕР 1   | ГЕР 2      | ВЕН 1      | ВЕН 2    | ТУЦ 1      | ТУЦ 2      | ИТА 1    | ИТА 2    |            |          | 27 | 0    |
| 2007 | David Price Racing | БАХ 1    | БАХ 2    | ИСП 1      | ИСП 2      | МОН 1    | ФРА 1      | ФРА 2     | ВЕЛ 1      | ВЕЛ 2      | ЕВР 1   | ЕВР 2   | ВЕН 1    | ВЕН 2   | ТУЦ 1   | ТУЦ 2      | ИТА 1 Сход | ИТА 2 13 | БЕЛ 1      | БЕЛ 1      | ВАЛ 1    | ВАЛ 2    |            |          | 35 | 0    |